# 1973年のラジオ (日本)
1973年のラジオ (日本)では、1973年の日本のラジオ番組、その他ラジオ界の動向について記す。

## 主な番組関連の出来事
- 4月17日 - 東海ラジオが『ショーナイター』を放送開始。当番組ではタレントが主に実況を行い、アナウンサーと解説者は補助的な役割に回る風変わりな野球中継を行った。しかし、この中継方式は賛否両論あったことや、ネット局向けに別立てで中継を行う必要が生じる問題があったため、翌年の1974年はアナウンサーと解説者を主体とする中継方式に戻した[1][2]。

## 主なその他ラジオ関連の出来事
- 3月20日 - NHKが京都、徳島の第2放送を廃止（大阪の大電力化による）[3]。
- 6月13日 - NHKラジオ（第1・第2・FM）で放送中の21時52分頃、機材の故障が原因で君が代が流れる放送事故が発生[4]。
- 10月31日 - 琉球放送の英語放送がこの日をもって放送終了・廃止。
- 11月17日 - NHK-FM、奄美群島に初めて中継局4局が開局する（名瀬、瀬戸内、徳之島、知名の計4局）[5]。

## 特別番組

### 4月放送
- 30日 -  FMオン・ライン（エフエム東京・エフエム愛知・エフエム大阪・エフエム福岡）[6]

## 開始番組

### 1973年1月放送開始
東京放送
- 8日 - 小沢昭一の小沢昭一的こころ

毎日放送
- 6日 - とびだせ!白銀

エフエム東京
- 6日 - 音とたかしと昔話

### 1973年2月放送開始
毎日放送
- 3日 - おはようリスナー片山明彦です

### 1973年3月放送開始
毎日放送
- 4日 - ラングラー ジーンズ ビルボード

### 1973年4月放送開始
NHKラジオ第1放送
- 6日 - 思い出の名人集
- 8日 - なかよしジョッキー

NHK-FM放送
- 2日 - きょうの邦楽
- 5日 - 邦楽百番
- 8日
  - 能楽鑑賞
  - オルガンとコーラス
  - 青少年コンサート

東京放送
- 16日 - おつかれさま5時です
- 開始日不明 - しあわせ見つけた

文化放送
- 2日 - みのもんたのワイドNo1

ニッポン放送
- 9日
  - 村上正行ショウ
  - 月の家円鏡ショウ
- 17日 - たむたむたいむ

東海ラジオ
- 17日 - ショーナイター

朝日放送
- 開始日不明 - ゆうやけジョッキー[7]

毎日放送
- 9日
  - 毎日ワイドニュース
  - うしみつサウンドスペシャル
- 16日
  - 毎日放送一番鶏
  - ニイハオ!仁鶴
- 21日 - 狂い咲きフォーク
- 22日
  - バンナム 恋の747
  - フルフル イン ファイブ

中国放送
- 16日 - おはようラジオ

宮崎放送
- 開始日不明 - MRT劇場[7]

極東放送
- 7日 - スクリーンへの招待

エフエム東京
- 2日
  - 昼のファイン・ミュージック
  - 日本のうた
- 3日 - あいつ

### 1973年5月放送開始
ラジオ関東
- 7日 - 夕刊!ジャスト・ナウ

### 1973年6月放送開始
朝日放送
- 1日 - フレッシュ9時半!キダ・タローです

### 1973年7月放送開始
NHK-FM放送
- 8日 - NHKホールアワー

ニッポン放送
- 開始日不明
  - あのねのねのオールナイトニッポン
  - カルメンのオールナイトニッポン
  - 岸部シローのオールナイトニッポン

### 1973年10月放送開始
北海道放送帯広放送局
- 開始日不明 - とべとべ十勝

STVラジオ
- 14日 - STVホール名人会[7]

東京放送
- 開始日不明 - BCLジョッキー

文化放送
- 開始日不明
  - 五木寛之の世界[7]
  - にっぽん73 熱血討論三十分[7]

ニッポン放送
- 1日 - 山谷親平のお早ようニッポン[7]
- 6日 - 藤崎健のお早ようニッポン
- 7日 - 欽欽乃欽欽学学教室
- 12日 - 森菊蔵の早起きおじさん
- 開始日不明
  - 愛川欽也の立川文庫[7]
  - リビング・ミュージック

ラジオ関東
- 2日 - 男たちの夜…かな!?
- 3日 - ナウ・ザ・タイム あきえとジャズ
- 開始日不明 - エミ子の長いつきあい

新潟放送
- 開始日不明 - 東芝ジャズ・ライト・ナウ

毎日放送
- 8日 - 歌はこころ〜懐かしのメロディー
- 14日
  - 劇画ジョッキー 女仕掛人
  - ハロー!ジャネット
- 21日 - サンデーなつかしのポップス

大阪放送
- 6日
  - 男と女でダバダバだ!!
  - あっちゃこっちゃ えらいこっちゃ

熊本放送
- 開始日不明 - くまもとTODAY[7]

エフエム東京
- 1日
  - FMラヴリー
  - 音楽の花束

### 1973年11月放送開始
毎日放送
- 11日 - ドドンと歌謡曲

### 開始日不明
文化放送
- 演芸名人二十六夜

ラジオ関東
- とん平の土曜日だゾ・ヘイ・ユー[7]

朝日放送
- 春蝶の土曜リクエスト寄席

ラジオ大阪
- グラム講談・水戸黄門漫遊記

ラジオ関西
- お早よう!サトウサンペイです[7]
- 桂三枝のズバリ!!大番組[7]

## 終了番組

### 1973年4月放送終了
東京放送
- 13日 - 東京ダイヤル

ニッポン放送
- 6日
  - 円鏡のモシモシ歌謡曲
  - 円鏡の歌謡曲ドンドン

### 1973年9月放送終了
ニッポン放送
- 28日
  - 山谷親平ショウ
  - 高山栄ショウ
  - フレッシュイン東芝 ヤング・ヤング・ヤング

### 1973年10月放送終了
ニッポン放送
- 3日 - 雪山ひろしショウ
- 6日 - 森菊蔵ショウ

### 1973年12月放送終了
ラジオ関東
- 26日 - ナウ・ザ・タイム あきえとジャズ